# (73547) 2003 PW
(73547) 2003 PW – planetoida z pasa głównego asteroid okrążająca Słońce w ciągu 4,32 lat w średniej odległości 2,65 j.a. Odkryta 1 sierpnia 2003 roku.